# Țiriac Foundation Trophy
Il Țiriac Foundation Trophy è un torneo femminile di tennis che si tiene a Bucarest in Romania dal 2022. Fa parte della categoria WTA 125 e si gioca sulla terra rossa del National Tennis Centre.

## Albo d'oro

### Singolare
| Anno | Categoria | Campionessa        | Finalista              | Punteggio     |
| ---- | --------- | ------------------ | ---------------------- | ------------- |
| 2022 | WTA 125   | Irina-Camelia Begu | Réka Luca Jani         | 6–3, 6–3      |
| 2023 | WTA 125   | Astra Sharma       | Sara Errani            | 0–6, 7–5, 6–2 |
| 2024 | WTA 125   | Miriam Bulgaru     | Kathinka von Deichmann | 6-3, 1-6, 6-4 |

### Doppio
| Anno | Categoria | Campionesse                          | Finaliste                               | Punteggio        |
| ---- | --------- | ------------------------------------ | --------------------------------------- | ---------------- |
| 2022 | WTA 125   | Aliona Bolsova Andrea Gámiz          | Réka Luca Jani Panna Udvardy            | 7–5, 6–3         |
| 2023 | WTA 125   | Angelica Moratelli Camilla Rosatello | Valentini Grammatikopoulou Anna Sisková | 7–5, 6–4         |
| 2024 | WTA 125   | Carole Monnet Darja Semeņistaja      | Aliona Bolsova Katarzyna Kawa           | 1-6, 6-2, [10-7] |